# Productions de Black Milk
Cet article présente la liste des productions musicales réalisées par Black Milk.

## 2002
- Slum Village : Dirty District
  - Freestyle

- Slum Village : Trinity (Past, Present and Future)
  - What Is This?
  - Trinity

## 2003
- Compilation artistes divers : Duck Down Records Presents: Collect DIS Edition
  - That's What's Up (Starang Wondah)

- Phat Kat : The Undeniable LP
  - Door (featuring J Dilla et Fat Ray)

## 2004
- B.R. Gunna : Dirty District Vol. 2

- Slum Village : Detroit Deli (A Taste of Detroit)
  - Zoom (featuring Phat Kat)
  - Dirty (featuring Dirt McGirt)
  - Late 80's
  - Keep Holding On (featuring Melanie Rutherford)
  - It's On (featuring MC Breed et Big Herk)
  - The Hours
  - Things We Do
  - Reunion (featuring J Dilla)

- Elzhi : Witness My Growth: The Mixtape 97-04
  - Are U Ready (Gunna)
  - No Need for Alarm (featuring Yakknus)
  - Say How I Feel (Slum Village Remix) (Rhian Benson featuring Slum Village et Dwele)

## 2005
- Canibus : Hip-Hop for Sale
  - Da Facelift

- Fat Killahz : Guess Who's Coming to Dinner?
  - Get Ya' Paper

- Invincible : Last Warning: Bootleg Mixtape
  - Last Warning (featuring Finale)

- Black Milk : Sound of the City

- Slum Village : Slum Village
  - Set It
  - Can I
  - Call Me
  - Multiply
  - Hear This (featuring Phat Kat et Black Milk)
  - Hell Naw! (featuring Black Milk et Que D)
  - Ez Up (featuring J Isaac)

- Proof : Searching for Jerry Garcia
  - Purple Gang (featuring Killa Kaunn, T-Flame et Young Famous)
  - Gurls Wit da Boom

## 2006
- Black Milk : Broken Wax

- T3 : Olio: The Mixtape
  - Xtra (featuring Fat Ray)
  - Heartbreaker (featuring Guilty Simpson)
  - Ain't Gon't Stop Me
  - Liar
  - Talk 2 Me Later
  - Interlude
  - Ooh No (featuring Que D)
  - Open
  - Detroit (featuring Mu)
  - You Don't Have 2 B
  - Paper 2
  - Nobody (featuring Big Tone et MonicaBlaire)
  - Yawl (featuring Black Milk et Elzhi)
  - When You Grow Up
  - Listen (featuring Que D)
  - Interlude
  - I See You
  - Yeah
  - Yes, Yes, Yes (featuring Black Milk)
  - Outro

- Phat Kat : Quiet Bubble: The Mixtape
  - Door (featuring Black Milk et J Dilla)
  - Polo Shit (featuring Fat Ray)
  - True Story
  - Danger (featuring Phat Kat et T3)
  - Cash 'Em Out" (featuring Lo Louis)

## 2007
- WildChild : Jack of All Trades
  - Ox to tha D (featuring Frank-N-Dank)
  - Interviews
  - Love at 1st Mic

- NameTag : Ahead of the Basics
  - The Intro"
  - Ahead of the Basics
  - Tell 'Em (featuring Black Milk)
  - So Raw
  - About You
  - Action Pack (featuring B. Stromz, BroadCast et OnPoint)
  - Anotha Club Hit
  - Momentum Music
  - Countdown

- Black Milk : Popular Demand

- Now On : Don't Call It a Mixtape
  - The Now on Show
  - Up at it Again (Black Milk Remix)

- Pharoahe Monch : Desire
  - Let's Go (featuring MeLa Machinko)
  - Bar Tap (featuring MeLa Machinko)

- Skyzoo : Corner Store Classic
  - Hold Tight
  - Play Your Position (featuring Guilty Simpson)

- Phat Kat : Carte Blanche
  - Danger (featuring T3 et Black Milk)
  - Cash Em Out (featuring Loe Louis)
  - Survival Kit
  - Hard Enuff (featuring Fat Ray)

- Taje : Hot Box: The Second Hit
  - Win or Lose (featuring Mopreme Shakur)

- Strange Fruit Project : The Lost Documents Volume 1
  - The Feeling

- Baatin : Marvelous Magic
  - Marvelous
  - Magic

- Bishop Lamont & Black Milk : Caltroit
  - Caltroit (featuring Indef et Chevy Jones)
  - Goatit (featuring Phat Kat et Elzhi)
  - Go Hard (featuring Ras Kass et Royce da 5'9")
  - Mouth Music (featuring Guilty Simpson et Busta Rhymes)
  - Bang That Shit Out" (featuring Diverse)
  - Ape Shit
  - Everything (featuring Kardinal Offishall et Trek Life)
  - Get 'Em (featuring Trick Trick, Marv One et Fattfather)
  - Spectacular (featuring Illa J, Frank Nitty et Busta Rhymes)

## 2008
- Torae : Daily Conversation
  - Switch

- Guilty Simpson : Ode to the Ghetto
  - Run (featuring Black Milk et Sean Price)
  - The Real Me

- Skyzoo : Corner Store Classic (The Remixes)
  - Hold Tight (Remix) (featuring Black Milk)

- Fat Ray & Black Milk : The Set Up

- Kidz in the Hall : The In Crowd
  - Middle of the Map Pt. 1 (featuring Fooch)

- Buff1 : There's Only One
  - Never Fall (featuring Black Milk)

- Elzhi : The Preface
  - Intro
  - The Leak (featuring Ayah)
  - Guessing Game
  - Motown 25 (featuring Royce da 5'9")
  - Brag Swag
  - Colors
  - Fire (Remix) (featuring Black Milk, Guilty Simpson, Fatt Father, Danny Brown et Fat Ray)
  - D.E.M.O.N.S.
  - Yeah (featuring Phat Kat)
  - Transitional Joint
  - Talking in My Sleep
  - Hands Up
  - What I Write
  - Growing Up (featuring AB)

- Invincible : ShapeShifters
  - State of Emergency (Intro)
  - Recognize (featuring Finale)

- GZA : Pro Tools
  - 7 Pounds – Coproduit par 7 Pounds

- Brooklyn Academy : Bored of Education
  - What's the Buzz (featuring Will Tell)

- DJ K.O. : Picture This...
  - Start It All Over (Skyzoo, Emilio Rojas et Median)

- Colin Munroe : Is the Unsung Hero
  - Piano Lessons (featuring Joell Ortiz)

- Pumpkinhead : Picture That (The Negative)
  - Fiyakrakaz

- Black Milk : Tronic

- Ruste Juxx : Sean Price Presents: Indestructible
  - Wipe Off Ya Smile (featuring Blaze)
  - Duck Down!

- NameTag : Classic Cadence, Vol. 1
  - Stylin on 'Em
  - Pipe Down
  - Bang Dis Shit (featuring Black Milk)
  - The Lookout (featuring Black Milk et Fat Ray)
  - Say Somethin' (featuring Black Milk et Slim S.D.H)
  - Red Alert

- Compilation artistes divers : SomeOthaShip: Connect Game EP
  - Shine On (G&D)
  - Shine On (Bonus Instrumental) (G&D)

## 2009
- Blame One : Days Chasing Days
  - Perserverance

- NameTag : Classic Cadence, Vol. 2
  - Back on My Shit (featuring Skyzoo)
  - Stylin on 'Em
  - Courtesy of Ambition

- Finale : A Pipe Dream and a Promise
  - One Man Show
  - Motor Music

- Ivan Ives : Newspeak
  - Aeonian Anthem

- Miles Jones : Runaway Jones
  - Never to Late

- Mixtape artistes divers : The Budget Is Low Mixtape Vol. 1
  - Say Goodbye (Kenn Starr)

- KRS-One & Buckshot : Survival Skills
  - The Way I Live (featuring Mary J. Blige)
  - Runnin' Away (featuring Immortal Technique)

- Skyzoo : The Salvation
  - Penmanship

- Elzhi : The Leftovers Unmixedtape
  - Deep
  - Like This
  - Red, Black and Green
  - 5 Man Hustle

- Bishop Lamont & Indef : Team America: Fuck Yeah
  - Money on My Head

## 2010
- Rapper Big Pooh : The Purple Tape

- Nametag : The Name Is Tag
  - Nowhere But Up
  - Another Other
  - Celebrate (featuring Ro Spit)
  - At It (featuring Danny Brown)
  - City Song

- Black Milk : Album of the Year

## 2011
- Bilal : The Dollar (Black Milk Remix)

- Slaughterhouse : Slaughterhouse EP
  - Everybody Down

- Random Axe : Random Axe

- Black Milk : Third Man Records Blue Series
  - Brain – Coproduit par Jack White
  - Royal Mega – Coproduit par Jack White

- Black Milk & Danny Brown : Black and Brown

## 2012
- Skyzoo : A Dream Deferred
  - Steel's Apartment

## Projets à venir
- Black Milk & Melanie Rutherford : Searching for Sanity

- Phat Kat : Tha Katakombz
  - F.A.N.S.

- Elzhi : The Weather Man